# Anarchisme en Russie

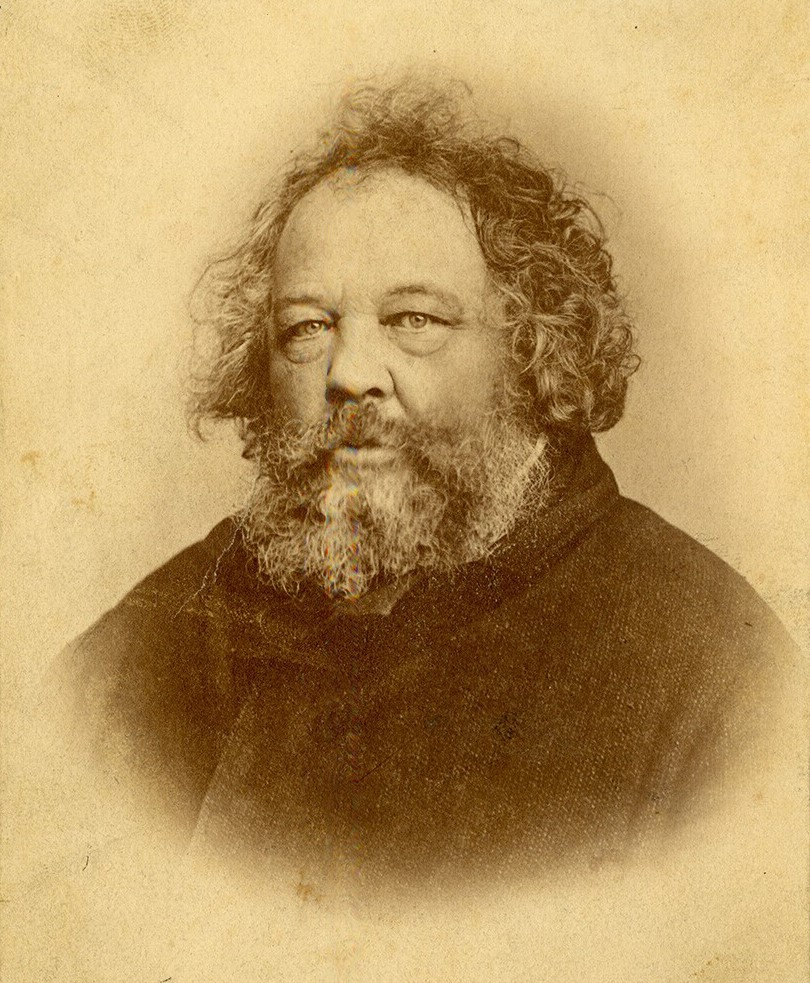
Mikhaïl Bakounine

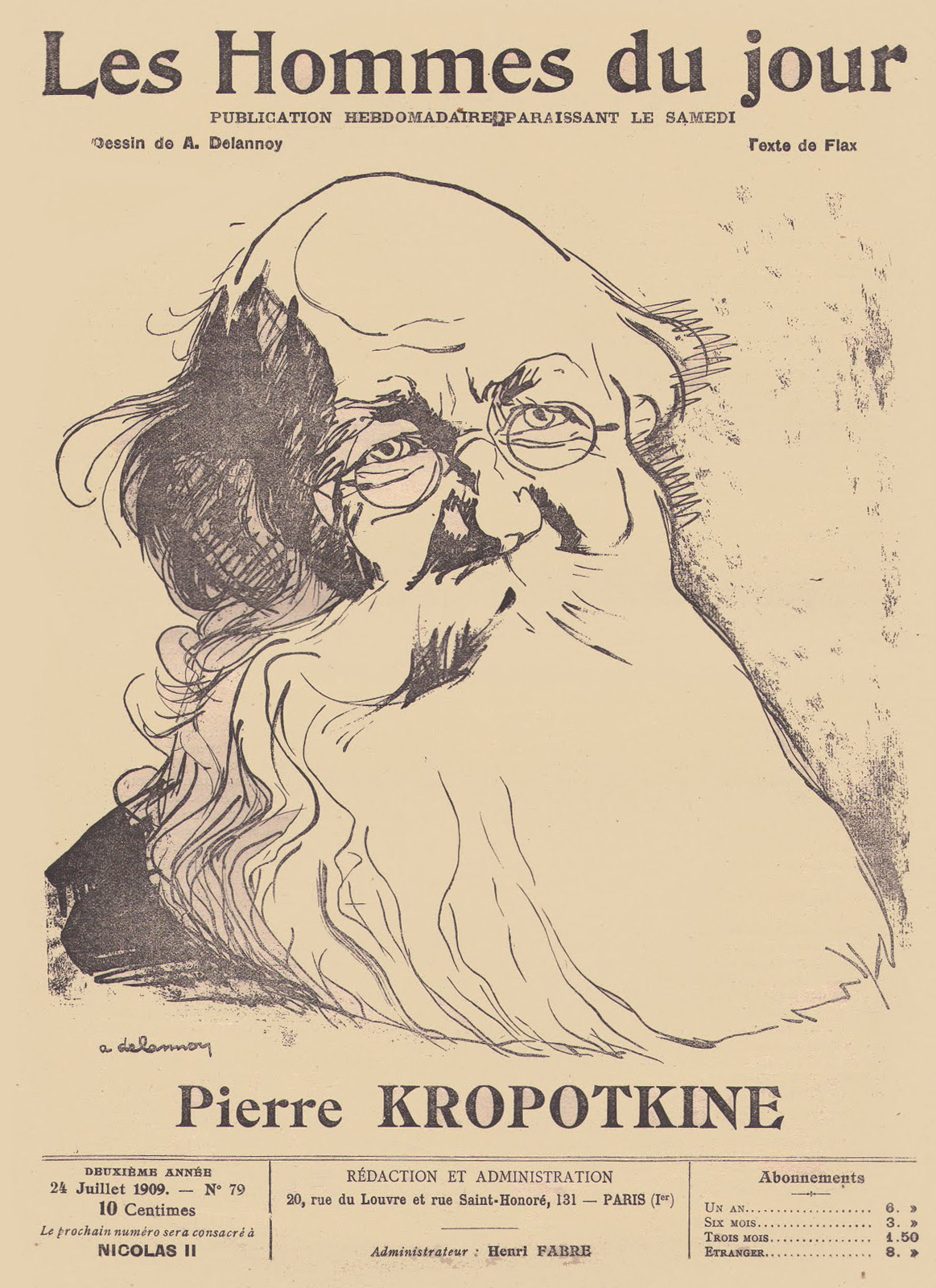
Pierre Kropotkine, portrait réalisé par Aristide Delannoy pour l'hebdomadaire Les Hommes du jour publié par Victor Méric, 24 juillet 1909.

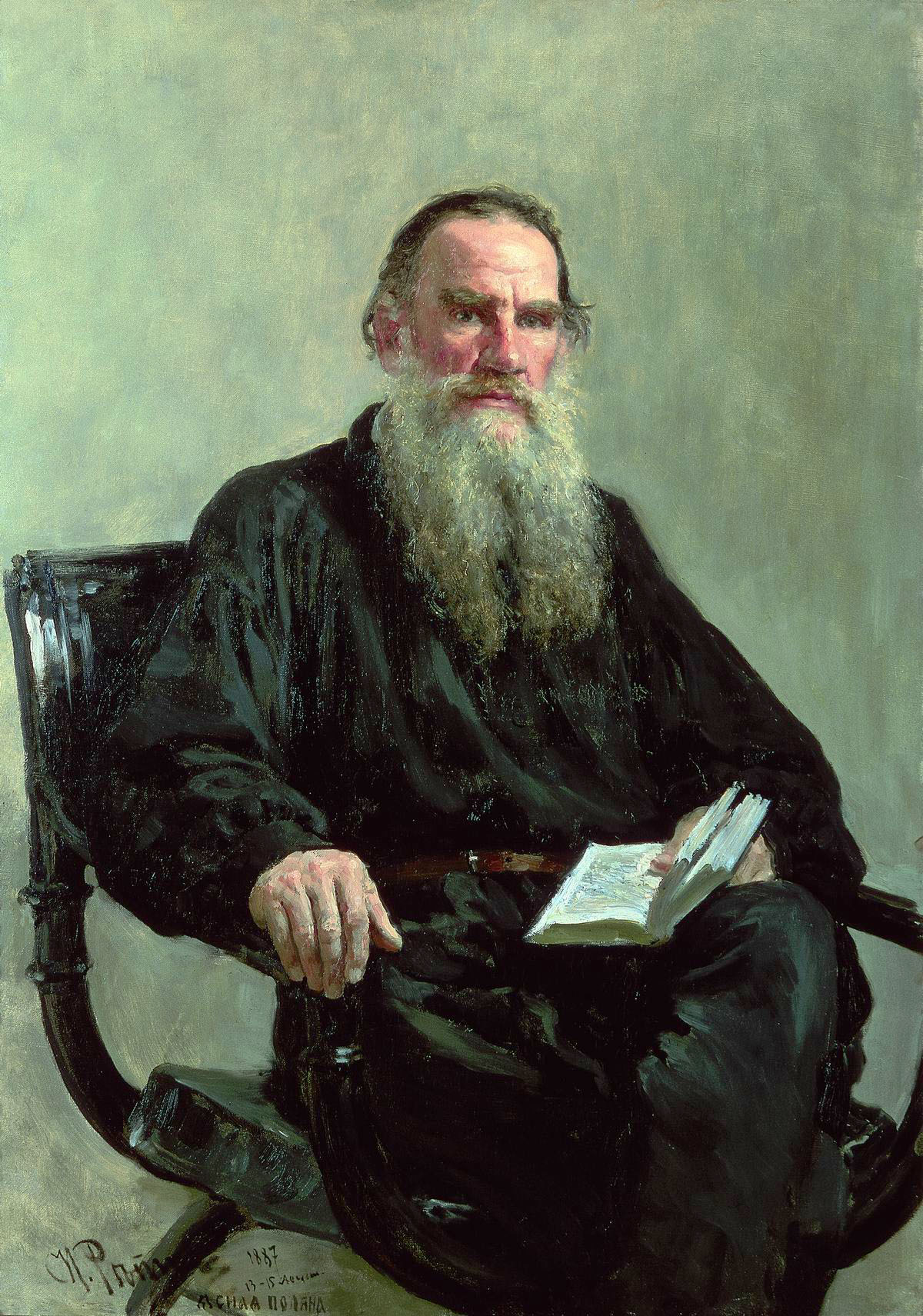
Léon Tolstoï, portrait par Ilia Répine (1887).

L'arnarchisme russe est un courant de philosophie politique en Russie. Il se déploie dans de nombreux courants : le communisme libertaire, l'anarcho-syndicalisme, l'anarchisme individualiste et l'anarchisme non-violent.

## Histoire

### Bakounine et l'exil des anarchistes
En 1848, Mikhaïl Bakounine retourne à Paris et publie un texte à l'encontre de la Russie ce qui cause son expulsion.
Bakounine a joué un rôle très important dans le courant anarchiste.

### Pierre Kropotkine
Pierre Kropotkine, géographe, explorateur, zoologiste, anthropologue, géologue et théoricien du communisme libertaire,,,, est l'un des plus grands penseurs de son temps. Il est l'auteur de nombreux ouvrages dont notamment La Conquête du pain, L’Entraide, un facteur de l’évolution, Autour d'une vie (mémoires d'un révolutionnaire) et l’Éthique.

### Nihilisme
Le nihilisme russe est un mouvement du XIXe siècle, qui est le plus actif de 1860 à 1870. Il a pour but d'exprimer une pensée prônant un monde dénué de sens et de signification propre. Sofia Kovalevskaïa, dans son roman autobiographique Une nihiliste, est un des rares auteurs à se réclamer ouvertement du nihilisme.

### Tolstoï
Léon Tolstoï est un anarchiste pacifiste, bien qu'il ne s'est jamais nommé comme tel, il a formé une philosophie contre l'État et qui a influencé le courant anarchiste russe.

### Voline
Voline est un militant libertaire et historien de l'anarchisme ukrainien d'origine juive. Lors de la révolution russe de 1905, il est parmi les fondateurs du premier soviet de Saint-Pétersbourg. En 1918, il est mandaté par la Confédération des organisations anarchistes d'Ukraine, Nabat, pour rédiger un programme visant à réunir les communistes libertaires et les anarcho-syndicalistes. En 1919, il combat les bolcheviks dans les rangs de l'Armée révolutionnaire insurrectionnelle ukrainienne de Nestor Makhno avant d'être condamné à mort par Trotsky puis, finalement banni par le nouveau pouvoir soviétique. Il est connu pour avoir rédigé en français la trilogie, La Révolution inconnue qui retrace l'histoire révolutionnaire russe de 1825 à 1921. Il élabore, avec Sébastien Faure, le concept de synthèse anarchiste qui vise à réunir dans une même organisation, les courants pluriels du mouvement : communiste libertaire, anarcho-syndicaliste et individualiste.

### L'anarchisme aujourd'hui
Aujourd'hui plusieurs fédérations anarchistes existent en Russie. Les plus importantes sont la Confédération révolutionnaire des anarcho-syndicalistes(section russe de l'Association internationale des travailleurs), la fédération anarchiste révolutionnaire Action Autonome et l'Association des mouvements anarchistes.

## Anarchistes
Cette liste d'anarchistes russes, non exhaustive, regroupe les principaux penseurs ou activistes russes du courant anarchiste.
- Eugénie Markon
- Fanny Baron
- Piotr Archinov
- Mikhail Bakunin
- Lev Chernyi
- Fédor Chtchouss
- Sam Dolgoff
- Vera Figner
- Pierre Kropotkine
- Anna Kuliscioff
- Anatoly Lamanov (en)
- Grigori Maksimov
- Nikolay Nosov
- Boris Pilniak
- Dmitry Ivanovich Popov (en)
- Victor Serge
- Alexandre M. Schapiro
- Vladimir Tchertkov
- Gueorgui Tchoulkov
- Léon Tolstoï
- Piotr Raouch (ru)
- Vlad Toupikine (ru)
- Voline